# アウストラロピテクス・アフリカヌス
アウストラロピテクス・アフリカヌス（A・アフリカヌス、Australopithecus africanus）は初期のヒト科生物である猿人の一種。2-3百万年前の鮮新世にいた。この種より古いアウストラロピテクス・アファレンシスと同様、A・アフリカヌスは体格がほっそりとしており、現代の人類の直接の祖先と考えられていた。見つかった化石からすると、A・アフリカヌスの頭蓋骨は現代人と同様に大きく、脳の量も豊かであり、アウストラロピテクス・アファレンシスよりも現代人と顔つきが似ていた。A・アフリカヌスが見つかったのは、南アフリカの4箇所のみである。タウン（1924年）、スタークフォンテイン（1935年）、マカパンスガット（1948年）、グラディスヴェール（1992年）である。

## 主な化石

### タウン・チャイルド

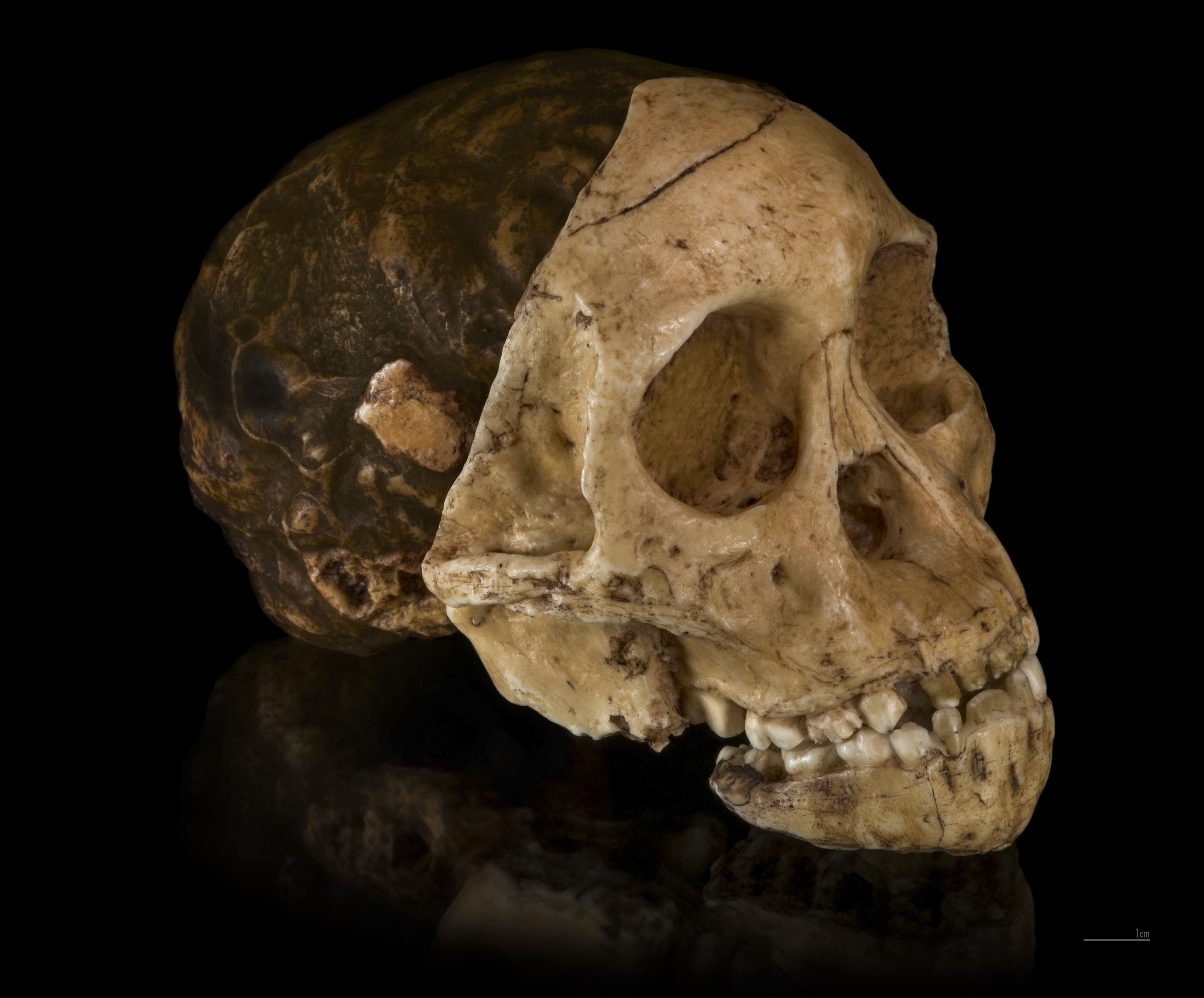
タウン･チャイルドの頭蓋骨の複製

オーストラリア出身の解剖学者レイモンド・ダートは、1924年、南アフリカ共和国キンバリー近郊の町タウン (Taung) で、石灰採掘者が見つけた2、3の骨断片と頭蓋をダートの同僚が持ち帰ったものを見た。その頭蓋骨はヒト上科のものと似ていたが、一方で人間と似た特徴も有していた。例えば、眼球の位置、歯の並び、そして最も重要なのはその頭蓋骨には人類と同じような姿勢であったことを示す位置に脊柱とつながる穴（大後頭孔）があったことだった。その大後頭孔の位置は直立二足歩行をしていたことを意味する。ダートはその標本をアウストラロピテクス・アフリカヌス（アフリカ南部の猿人）と名づけた。これが、ヒト科の化石に「アウストラロピテクス」と名付けられた最初である。ダートは、この化石が類人猿と人間の中間種であると主張した。しかし、当時の科学会では「進化の順序としてまず頭部が肥大化し、次いで2足歩行になった」との考えが主流であり、ダートの主張は受け入れられなかった。当時は人類の祖先はピルトダウン人だと考えられており（1950年になってピルトダウン人の化石は捏造であることが判明した）、その常識もダートの主張が受け入れられない要因となった。ダートの同僚の解剖学者で人類学者のアーサー・キース (Arthur Keith) は、その頭蓋骨は若い類人猿のもの、例えば初期のゴリラのものだと主張した。

### ミセス・プレス

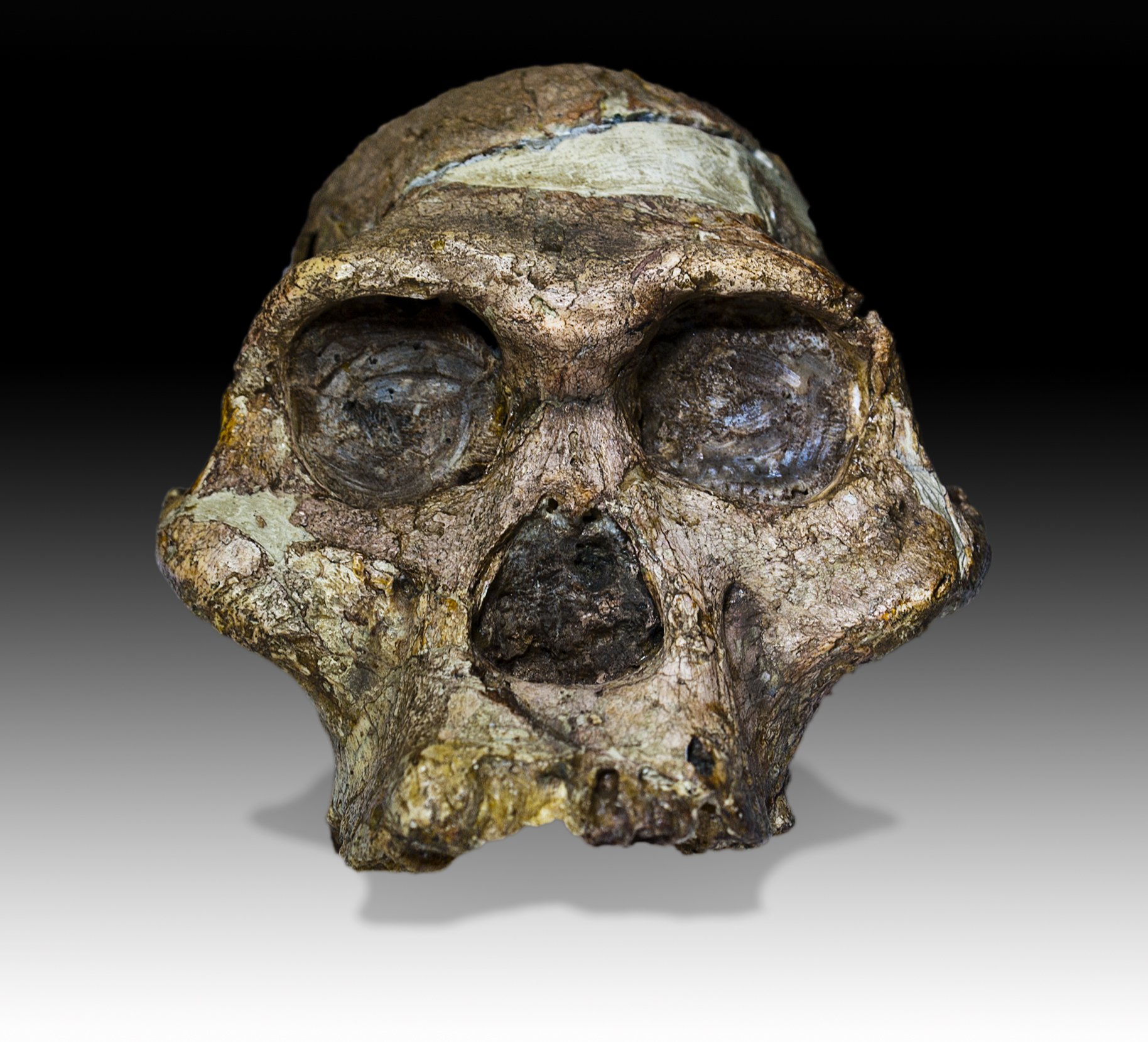
プレトリアのトランスヴァール博物館にある「ミセス･プレス」の頭蓋骨

ロバート・ブルームはダートの主張を支持した。1938年、ブルームはG.W.バーロウ(G. W. Barlow)が発見した脳収容量が485ミリリットルある大人の頭蓋骨のキャスト（化石から取った型で作ったレプリカ）を、プレシアンスロプス・トランスヴァーレンシス(Plesianthropus transvaalensis)と分類した。1947年4月17日、ブルームとジョン・ロビンソン (John T. Robinson) は、南アフリカのスタークフォンテイン石灰採集場 (Sterkfontein) を爆破した際に、中年女性の頭蓋骨、Sts 5を発見した。ブルームはこの化石もプレシアンスロプス・トランスヴァーレンシスに分類し、それを報じたマスコミはこれを「ミセス・プレス」と呼んだ。（ただしこの化石は現在では若い男性のものと考えられている。）この骨にも、かつてレイモンド・ダートが報告したように、類人猿の特徴が見られず、むしろ人類と近い特徴が見られたため、これらの骨は後にA・アフリカヌスと分類しなおされた。

## 特徴

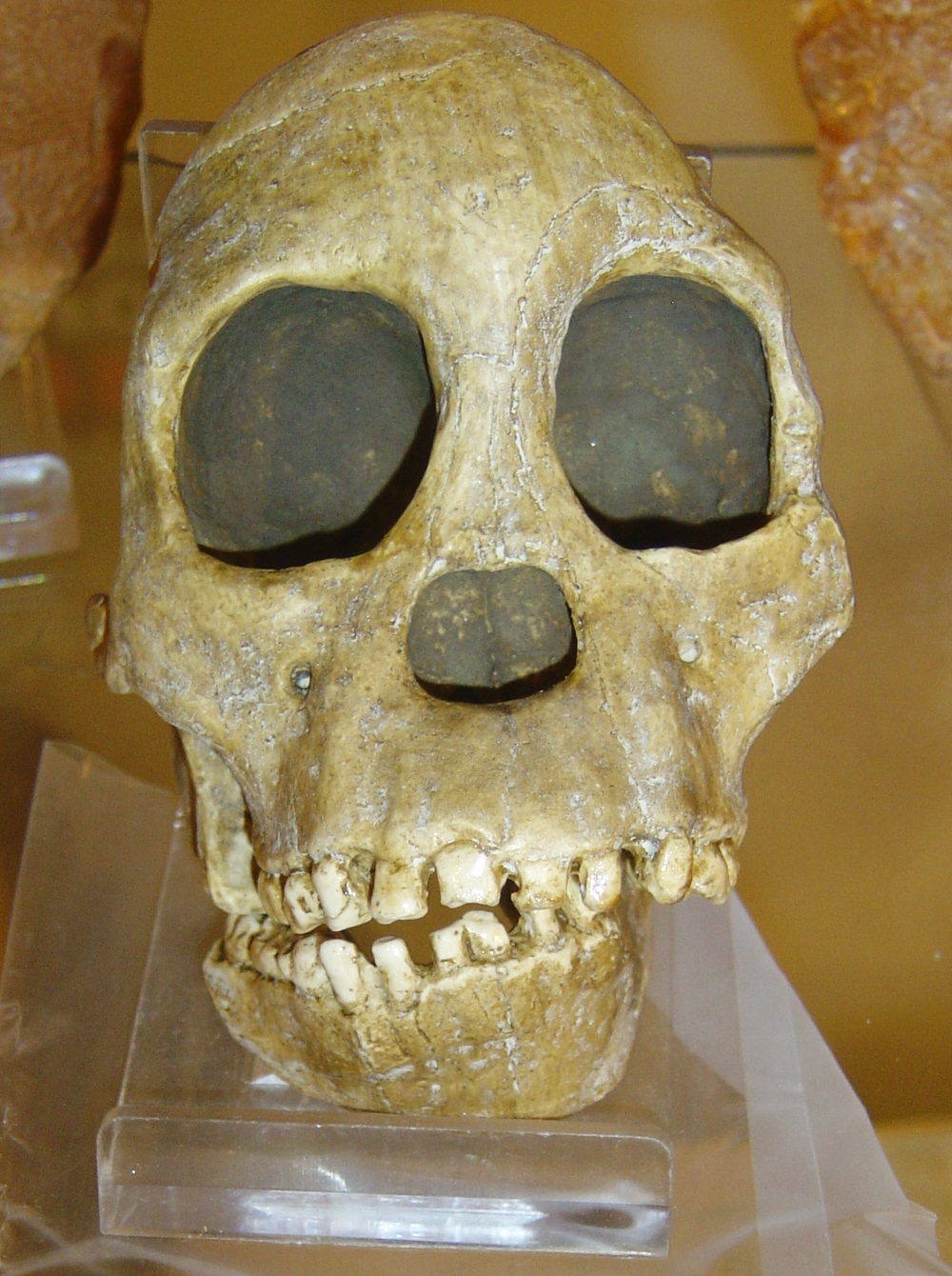
タウン･チャイルドの頭蓋骨複製の正面

アフリカ東部のアウストラロピテクス・アファレンシスと同様、A・アフリカヌスは2足歩行をし、腕が脚よりもわずかに長い。この特徴はチンパンジー属にも似ている。「ミセス・プレス」や「Sts 71」の頭蓋骨に見られるように、頭部の特徴は人間にやや近い。指は曲がりやすく、木に登るのにも適している。
これらを始めとする特徴から、より現代人に近いパラントロプス属がA・アフリカヌスから進化したと考える研究者もいる。A・アフリカヌスから進化したと考えられている猿人に、パラントロプス・ロブストスがある。パラントロプス・ロブストスの頭蓋はゴリラに似ており、A・アフリカヌス以上に強く噛むことができる。一方、A・アフリカヌスの頭蓋はチンパンジーに似ている。脳の容量は共に400 - 500ミリリットルであり、類人猿並みの知性だったと思われる。また、A・アフリカヌスの骨盤は、アウストラロピテクス・アファレンシスよりもわずかに二足歩行に適している。

チャールズ・ダーウィンは人類の発祥の地はアフリカだと主張したが、20世紀前半には大部分の人類学者や科学者はアジア起源だと主張していた。しかし、東アフリカのLaetoliでヒト科の足跡の化石が見つかったことから、マリー・リーキー (Mary Leakey) らリーキー家出身の科学者は、アフリカ起源説に賛成した。

### 性的二形
腰椎が現代人と同様に性的二形（男女の違い）を持っていたことで知られる最初のヒト科の生物は、A・アフリカヌスである。この腰骨は、女性が妊娠中に二足歩行をするのに適している。

## 関連項目

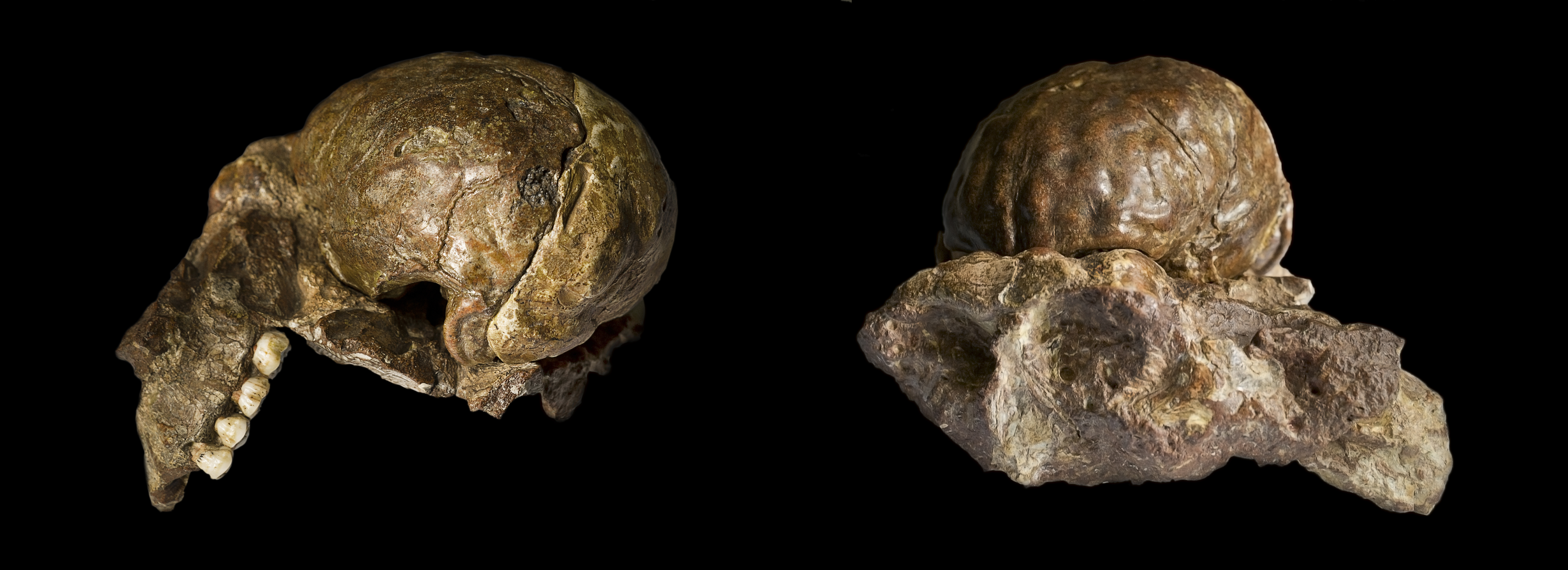
Australopithecus africanus